# Знать

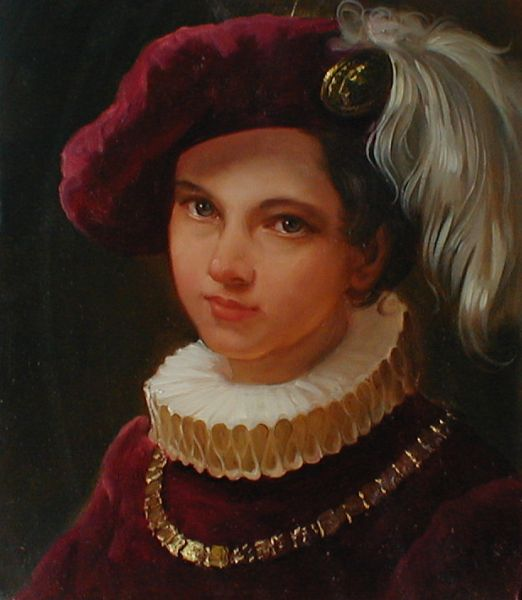
Мальчик-аристократ, представитель знати

Знать, аристокра́тия (греч. αριστοκρατία), вельмо́жество, дворя́нство, нобилите́т — наследственный, высший слой привилегированного класса в государстве.
Во многих государствах знать оказывала существенное влияние на политику, даже если формально вся власть принадлежала монарху или народному собранию. Строй, при котором власть принадлежит знати, носит название аристократия (вельможевластие). По имени этого строя и сама знать нередко называется «аристократией».

## Признаки аристократии
С древнейших времён представителей знати, высшего класса и аристократии можно было определить по ряду признаков (как внешних, так и внутренних), знать имела собственные ритуалы и традиции поведения. У простолюдинов многих стран не было возможности много учиться, носить дорогую одежду, иметь хорошую осанку, — эти особенности были признаками знати, и тем важнее было представителям знати их иметь и постоянно демонстрировать. С раннего детства знатных людей учили иностранным языкам, географии, истории, риторике, фехтованию, этикету, умению выбирать и носить одежду.

## История
Знать формировалась различными путями. Первой формой знати была племенная знать. В древнем Риме знатью стали патриции — коренные жители главного города. В Галлии — франки, завоевавшие страну. Нередко в аристократию превращаются начальники войска и чиновники государства. Во многих государствах можно было войти в состав аристократии за особые заслуги или за большие деньги: так в состав янбанов вошло множество купцов и разбогатевших крестьян.
Знать чаще всего является военной прослойкой, однако в городах-государствах Италии времён средневековья к знати относились не только воины, но и купцы; а также крупные латифундисты. В эпоху абсолютной монархии к прежней аристократии присоединились служилые дворяне, образовав новое сословие знати — дворянство.
Знать провозглашала себя аристократией — заявляла, что имеющиеся у неё права она заслужила благодаря якобы присущим ей лучшим свойствам людей, в частности, высокой нравственности, а внешние физические признаки знати объявляли более совершенными (гладкая кожа, не подвергавшаяся постоянному воздействию солнечных лучей, тонкие пальцы, не натруженные физической работой).
Буржуазные революции Нового времени привели к исчезновению знати как привилегированного слоя общества: одним из требований этого социального переворота было социальное равенство. При этом даже в государствах, где знать присутствовала, а потом лишилась своих привилегий (как японские кугэ), бывшая аристократия нередко сохраняет большую власть и имеют связи с другими бывшими аристократами, что даёт им существенное преимущество.

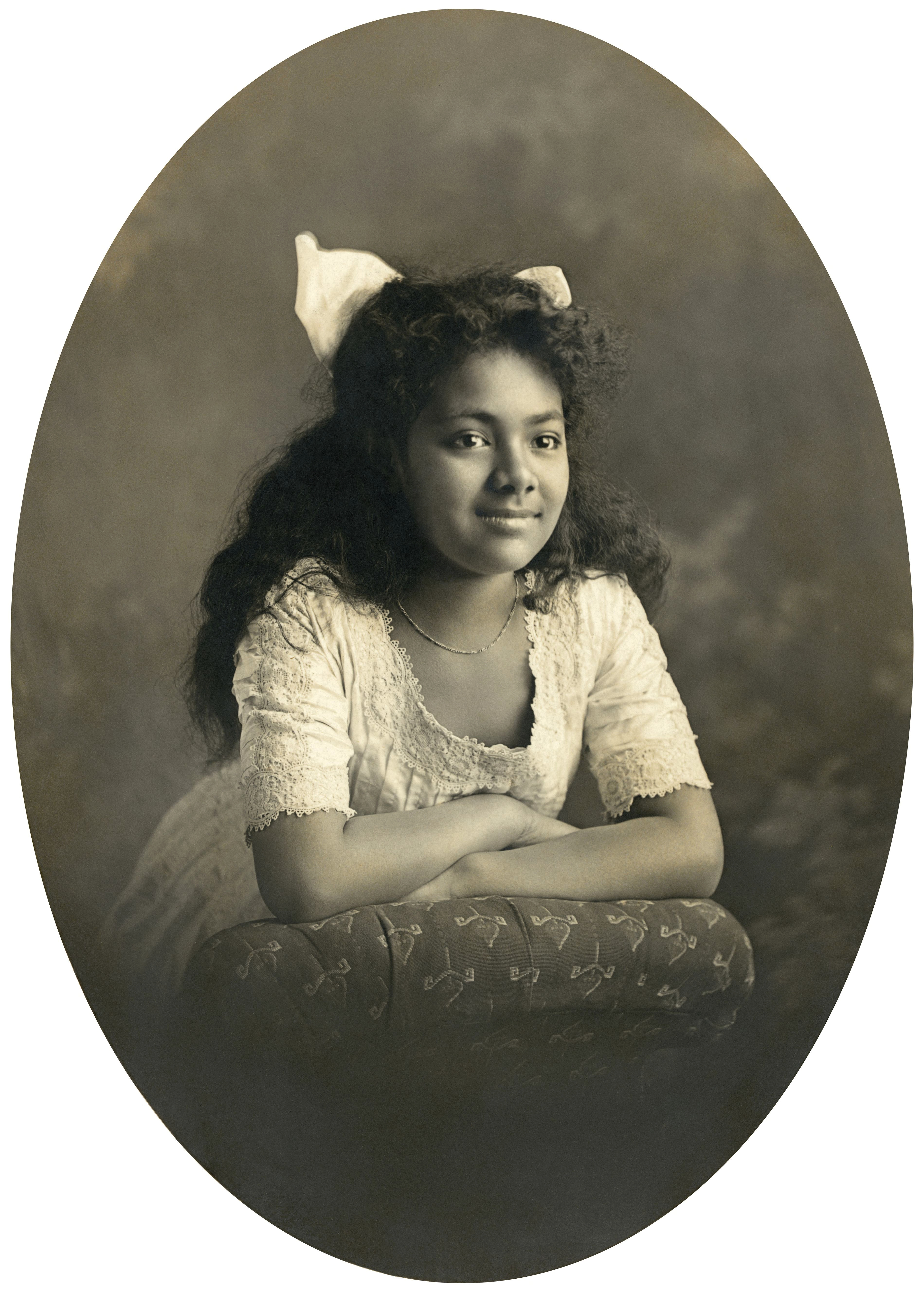
Будущая королева Тонги, Салоте Тупоу III
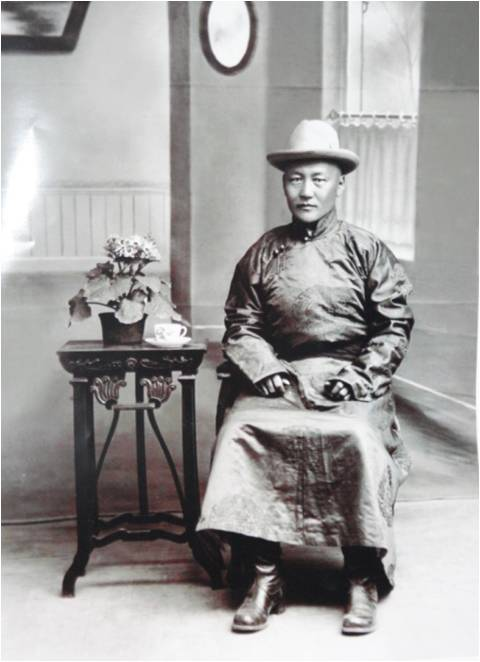
Монгольский политик Цэрэндондовын Навааннэрэн, потомок Чингисхана
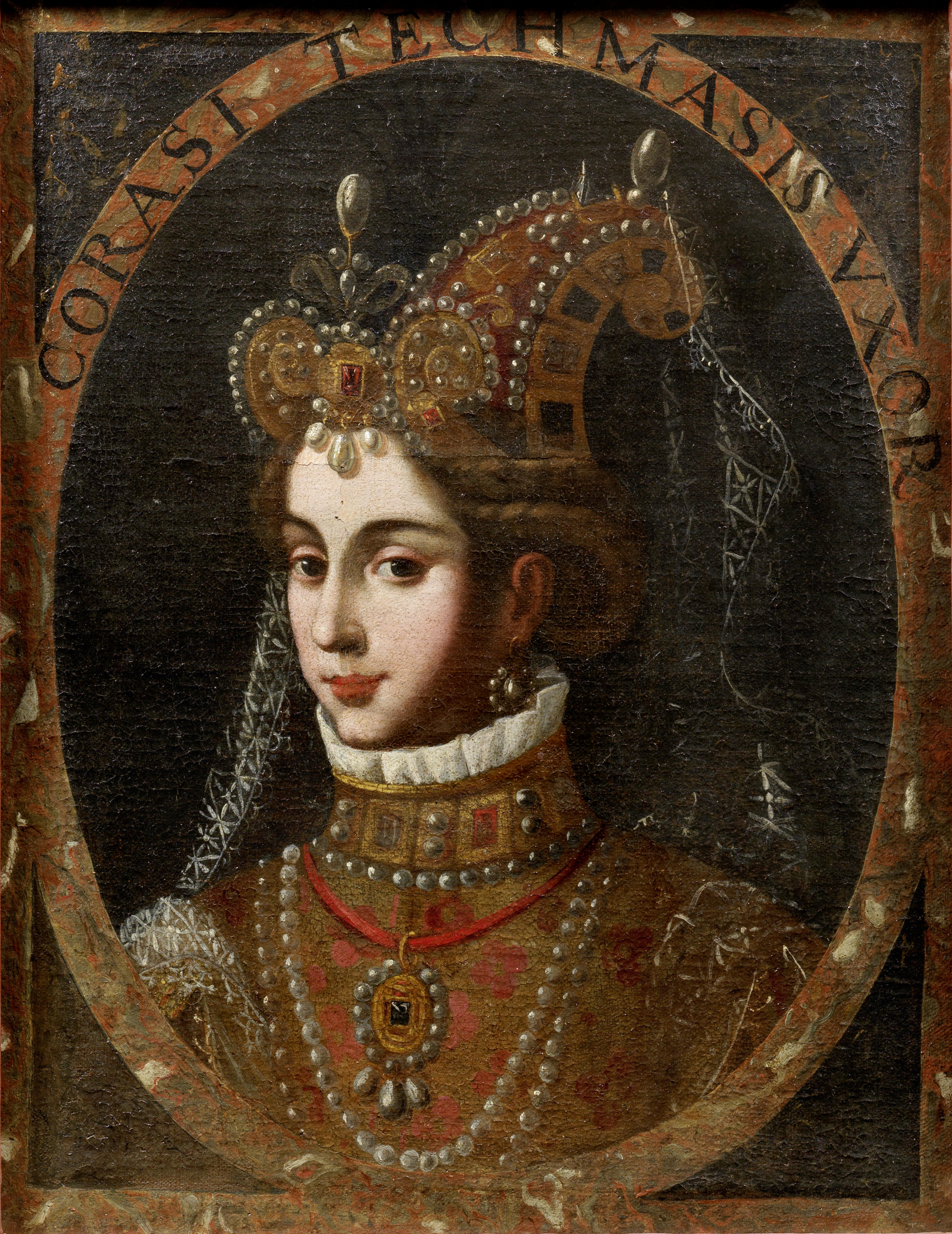
Султан-Ага Ханум, кумыкская принцесса из монархической династии Шамхалов, жена иранского шаха Тахмаспа I